# Питерс, Роберта
Роберта Питерс (англ. Roberta Peters, настоящее имя Роберта Питерман; 4 мая 1930, Нью-Йорк, США — 18 января 2017, Рай, Уэстчестер, штат Нью-Йорк, США) — американская оперная певица (колоратурное сопрано).
Одна из самых известных американских певиц, достигшая прочного сценического успеха. В течение 35 лет сотрудничала с Метрополитен-опера. Награждена Национальной медалью США в области искусств (1998 год).

## Карьера
Роберта родилась в Бронксе, была единственном ребёнком в семье Соломона Питермана (1908—2001) и Рут Херш (1909—1972) — из семей еврейских эмигрантов из Австро-венгерской империи. Отец был занят в обувной торговле, мать работала модисткой. Роберта начала учиться музыке в возрасте 13 лет по совету тенора Жана Пирса. Её первым преподавателем был Уильям Герман, известный своей требовательностью и особой методикой преподавания. Под руководством Германа Питерс изучала иностранные языки и сольфеджио. После шести лет обучения при содействии импресарио Сола Юрока устроил Роберте прослушивание у Рудольф Бинга, директора Метрополитен-Опера. Бинг заставил Роберту петь вторую арию Царицы ночи из «Волшебной флейты», с её четырьмя фа третьей октавы, семь раз, слушая из разных концов зала, чтобы убедиться, что она может заполнить зал звуком. В феврале 1951 года Бинг назначил её на эту роль.
Однако Роберте пришлось дебютировать раньше. 17 ноября 1950 года Бинг позвонил ей с просьбой заменить заболевшую Надин Коннер в роли Церлины в «Дон Жуане». Питерс, которая знала роль, но ни разу не выступала на сцене и никогда не пела с оркестром, согласилась. В тот вечер дирижировал Фриц Райнер, который подбадривал и поддерживал её на сцене. Дебютное выступление публика встретила с энтузиазмом, и сценическая карьера певицы стартовала.
Питерс обладала приятным голосом, очень подвижным в колоратурах, а также миловидной внешностью. Певица стала любимицей американской публики и привлекла к оперной музыке многих новых слушателей. Питерс быстро утвердилась в амплуа субретки и в колоратурном репертуаре театра. Среди её ролей в Метрополитен-опера Сюзанна («Свадьба Фигаро» Моцарта), Деспина («Так поступают все» Моцарта), Царица ночи («Волшебная флейта» Моцарта), Амур («Орфей и Эвридика» Глюка), Марселина («Фиделио» Бетховена), Розина («Севильский цирюльник» Россини), Адина и Норина («Любовный напиток» и «Дон Паскуале» Доницетти), Оскар и Нанетта («Бал-маскарад» и «Фальстаф» Верди), Олимпия («Сказки Гофмана» Оффенбаха), Софи и Цербинетта («Кавалер розы» и «Ариадна на Наксосе» Р. Штрауса), Адель («Летучая мышь» И. Штрауса). Позже Питерс пополнила репертуар лирико-колоратурными ролями, такими как Амина («Сомнамбула» Беллини), Лючия («Лючия ди Ламмермур» Доницетти) и Джильда («Риголетто» Верди). Более поздний репертуар певцы включает Лакме («Лакме» Делиба), Джульетту («Ромео и Джульетта» Гуно), Манон («Манон» Массне). Пыталась петь Виолетту («Травиата» Верди) и Мими («Богема» Пуччини). На более позднем этапе карьеры пела и в опереттах и мюзиклах, среди них «Веселая вдова» Легара, «Король и я» Роджерса. На прощальном спектакле в Метрополитен-опера в 1985 году Роберта Питерс пела Джильду.
Часто выступала и на других оперных площадках: в Лирической опере Чикаго, в опере Сан-Франциско, Цинциннати, других театрах с гастролями Метрополитен-опера. Уже в 1951 году Питерс выступила за рубежом, в Королевском оперном театре в Лондоне в опере Балфа «Цыганка» под управлением Томаса Бичема. Пела в нескольких оперных театрах Италии, Венской Опере, на Зальцбургском фестивале и в Большом театре в Москве (1972).
Была очень популярна на телевидении. Она нередко участвовала в программах The Voice of Firestone и The Tonight Show, была рекордсменом воскресного шоу Эда Салливана, появившись там 65 раз.
также много пела в концертах классической музыки, участвовала в популярной серии концертов «Итальянская ночь» на стадионе Льюисон Нью-Йорке (1962).

## Личная жизнь
Недолгое время была замужем за баритоном Робертом Мерриллом (1952). Вновь вышла замуж в 1955 году, имела двух сыновей. В 2010 году овдовела.
Похоронена на кладбище Уэстчестер-Хиллз в Гастингсе-на-Гудзоне (штат Нью-Йорк).

## Оперная дискография

### Студийные оперные записи
- Доницетти, «Лючия ди Ламмермур»: Римский оперный театр, дирижёр Лайнсдорф; Питерс, Пирс, Мейро, Тоцци (1957, RCA)
- Глюк, «Орфей и Эвридика»: Римский оперный театр, дирижёр Монтё; Делла Каза, Стивенс, Питерс (1957, RCA)
- Моцарт, «Так поступают все» (на англ. языке): Метрополитен-опера, дирижёр Штидри; Питерс, Штибер, Тебом, Такер, Гуаррера, Альвари (1952, Columbia)
- Моцарт, «Свадьба Фигаро»: Венский филармонический оркестр, дирижёр Лайнсдорф; Питерс, Делла Каза, Элайяс, Тоцци, Лондон (1958, RCA)
- Моцарт, «Волшебная Флейта»: Берлинский филармонический оркестр, дирижёр Бём; Лир, Вундерлих, Питерс, Фишер-Дискау, Красс (1964, Deutsche Grammophon)
- Россини, «Севильский цирюльник»: Метрополитен-опера, дирижёр Лайнсдорф; Питерс, Валетти, Меррилл, Корена, Тоцци (1958, RCA)
- Р. Штраус, «Ариадна на Наксосе»: Венский филармонический оркестр, дирижёр Лайнсдорф; Ризанек, Питерс, Юринац, Пирс, Берри (1958, RCA)
- Верди, «Риголетто»: Римский оперный театр, дирижёр Перля; Питерс, Рота, Юсси Бьерлинг, Меррилл, Тоцци (1956, RCA)

### Записи по трансляции Метрополитен-Опера
Записи выпущены на CD компанией Sony.
- Доницетти, «Любовный напиток» (5 марта 1966): Питерс, Бергонци, Гуаррера, Корена; дирижёр Шипперс
- Моцарт, «Свадьба Фигаро» (28 января, 1961): Амара, Питерс, Миллер, Сьепи, Борг; дирижёр Лайнсдорф
- Оффенбах, «Сказки Гофмана» (3 декабря 1955): Амара, Стивенс, Питерс, Такер, Синджер; дирижёр Монтьё
- Верди, «Бал-маскарад» (10 декабря, 1955): Питерс, Миланова, Андерсон, Пирс, Меррилл; дирижёр Митропулос
- Верди, «Риголетто» (22 Февраля 1964): Данн, Питерс, Такер, Меррилл, Джайотти; дирижёр Клева